# تنغة الثانية (بهمنشير الجنوبي)
تنغة الثانية (بالفارسية: تنگه دو) هي قرية تقع في إيران في قسم بهمنشير الجنوبي الريفي. يقدر عدد سكانها بـ 937 نسمة بحسب إحصاء 2016.